# Трагедія

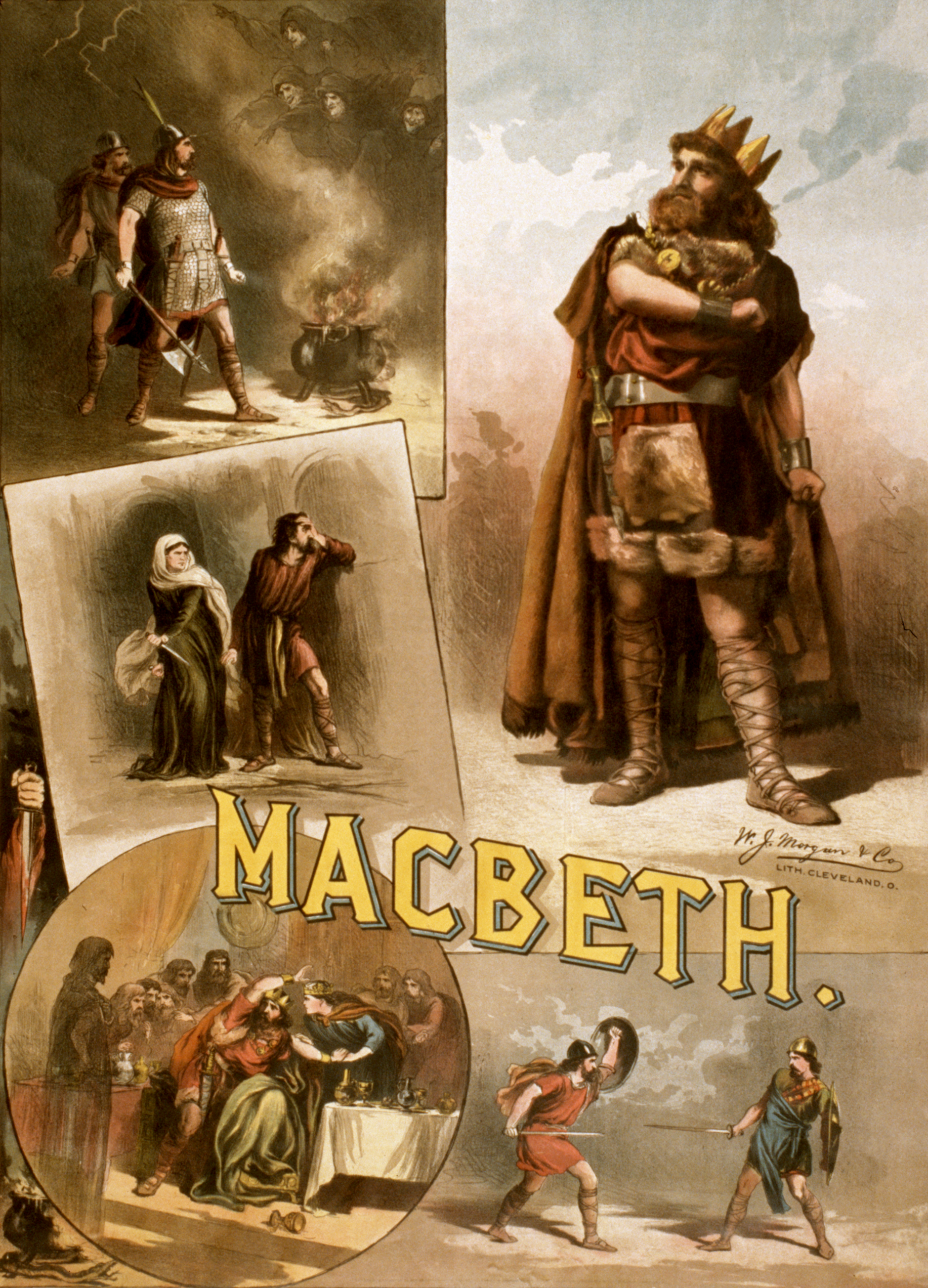
«Макбет» Вільяма Шекспіра

Траге́дія (грец. tragoedia, досл. «козлина пісня») — твір, який ґрунтується на гострому, непримиренному конфлікті особистості, що прагне максимально втілити свій творчий потенціал, з об'єктивною неможливістю його реалізації.

## Походження терміна «трагедія»
Слово трагедія (від «tragos» — цап, «ode» — пісня) буквально означає цап'яча пісня. Є кілька версій тлумачення походження цього терміна.
Перша версія: слово трагедія означало пісні, присвячені богові родючості Діонісові, які виконувалися хором. Їх виконували сатири, одягнені у цап'ячі шкури, з прив'язаними цап'ячими копитами і бородами. Тому сатирів іноді називали просто цапами, а їхня пісня отримала назву трагедія (пісня цапів).
Друга версія: в жертву приносили цапа під час святкування свята Діоніса і це супроводжувалося співами пісень, які й називалися трагедіями.
Третя версія: під час першої частини ритуалу, присвяченого Діонісу, цап символізував самого еллінського бога родючості, який помирав, щоб воскреснути. Тварина кричала, її останні звуки (прощальна пісня цапа) і називалися трагедією.
Отже, виникнення трагедії пов'язане із культом Діоніса (серед джерел називають також поховальні пісні). Потім назва перенеслася на драматичний твір, у якому зображені вкрай гострі конфлікти, і який найчастіше закінчується загибеллю героїв.

## Історія жанру трагедії
Конфлікт трагедії має глибокий філософський зміст, є надзвичайно актуальним у політичному, соціальному, духовному планах, відзначається високою напругою психологічних переживань героя. Трагедія майже завжди закінчується загибеллю головного героя. Кожна історична доба давала своє розуміння трагічного і трагедійних конфліктів.
На думку стародавніх греків, у їх основі лежало втручання фатуму в долю окремих людей, оскільки наявний світопорядок й долі людей цілковито залежали від нього. Такий погляд яскраво виявляється в античній трагедії. Наприклад, у творі Софокла «Едіп-цар» головний герой Едіп як не прагнув, щоб не справдилося лиховісне попередження Оракула, однак так і не зміг уникнути вбивства батька й одруження з власною матір'ю.
Серію вбивств змальовує Есхіл («Агамненон»): у гніві за те, що цар Агамемнон, рятуючи флот в Авліді, приніс у жертву богам свою доньку Іфігенію, його дружина без будь-яких вагань убиває чоловіка, котрий щойно повернувся переможцем з Троянської війни. Орест, убиваючи матір, виконує акт помсти за батька. Климентина у всьому звинувачує фатум: «Доля в справі тої винуватицею є». Ідейно-художній зміст античної трагедії зумовлювався міфологічним світосприйманням навколишньої дійсності греками. Драматургія пізніших епох втратила міфологічне бачення світу. Конфлікти трагедії того часу здебільшого крилися у суспільному ладі.
Вже не фатум, не воля богів, а реальні соціальні обставини визначали долю персонажів. У трагедіях В. Шекспіра («Ромео і Джульєтта», «Король Лір», «Отелло», «Гамлет») герої виступають борцями проти старих усталених звичаїв і традицій. Події з життя шекспірівських героїв мотивуються внутрішнім розвитком їх характерів, що виявляються у відповідних обставинах. Джульєтта, Отелло, Гамлет вступають у поєдинок із суперниками, які сповідують протилежні, пов'язані з минулими часами, погляди на життя, й гинуть, ставши жертвою суспільства, що відмирає.
Трагедія класицизму базувалася на культі античності та розуму. Конфлікт у творах П. Корнеля («Сід», «Горацій»), Ж. Расіна («Федра») виник між почуттями героїв і їх обов'язками перед державою. Особисте й державне переплелося у непримиренному двобої. Пізніше, в епоху Просвітництва, конфлікт у трагедії змінюється. Наприклад, у творах Вольтера його герої Заїра, Сеїд гинуть, обстоюючи просвітницькі ідеї, борючись з прибічниками соціального та національного гніту, фанатизму у вірі.

## Грецька трагедія
Афінська трагедія — найдавніша форма збереженої трагедії — це тип танцювальної драми, який складав важливу частину театральної культури міста-держави. Виникнувши десь у 6 столітті до нашої ери, він процвітав протягом 5 століття до н.е. (з кінця якого він почав поширюватися по всьому грецькому світу) і продовжував користуватися популярністю до початку елліністичного періоду. Жодних трагедій 6 століття, і лише 32 з понад тисячі, що були здійснені у 5 столітті, не збереглося. У нас є цілі тексти, що дійшли до нас від  Есхіла, Софокла та Евріпіда.
Афінські трагедії виконувалися наприкінці березня / на початку квітня на щорічному державному релігійному фестивалі на честь Діоніса. Презентації проходили у формі конкурсу між трьома драматургами, які презентували свої твори протягом трьох наступних днів. Кожен драматург пропонував тетралогію, що складається з трьох трагедій та завершального комічного твору, який називається Сатирівська драма. У чотирьох п’єсах іноді були пов'язані історії. Збереглася лише одна повна трилогія з  трагедій - "Орестея" Есхіла. Грецький театр знаходився під відкритим небом, на узбережжі, і вистави трилогічної та сатиричної п’єси, ймовірно, тривали більшу частину дня. Вистави були, очевидно, відкритими для всіх громадян, включаючи жінок, але докази мізерні. Театр Діоніса в Афінах, ймовірно,вміщав  близько 12 000 людей.
Всі хорові частини співалися (під акомпанемент авлоса), а також співалися деякі відповіді акторів до хору. П’єса загалом була складена у різних віршованих метрах. Усі актори були чоловіками та носили маски. Грецький хор танцював так само добре, як і співав, хоча ніхто не знає, які саме дії виконував хор під час співу. Хорові пісні в трагедії часто поділяються на три розділи: строфа («поворот, кружляння»), антистрофа («контр-поворот, контр-кружляння») і епод («після-спів»).
Багато давньогрецьких трагедій використовували екіклему як театральний прийом, який був майданчиком, прихованим за сценою, який можна було розгорнути для відображення наслідків якоїсь події, що сталася поза увагою глядачів. Ця подія часто була жорстоким вбивством, якесь насильство, яке не могло бути ефективно зображено візуально, а дія, яку інші персонажі повинні бачити — це  наслідки, щоб мати сенс і емоційний резонанс. Прекрасним прикладом використання екіклеми є епізод після вбивства Агамемнона в першій п'єсі Есхіла «Орестея», коли тіло порізаного короля витягнуто на грандіозний показ  для всіх. Варіації на еккікламе використовуються в трагедіях та інших формах і донині, оскільки письменники досі вважають його корисним і часто потужним пристроєм для показу наслідків екстремальних людських вчинків. Іншим таким пристроєм був кран, який служив для підйому бога чи богині на сцені, коли вони повинні були прибути в польоті. Цей пристрій дав походження фразі "deus ex machina" ("бог поза машиною"), тобто несподіваним втручанням непередбаченого зовнішнього чинника, який змінює результат події.

## Римська трагедія
Після розширення Римської республіки (509–27 рр. До н.е.) на декілька грецьких територій між 270-240 рр. До н.е., Рим зіткнувся з грецькою трагедією. З пізніших років республіки  за допомогою Римської імперії (27 р. До н. е. - 476 р. До н. е.) театр поширився на захід по всій Європі, навколо Середземномор'я і навіть досяг Англії.  У той час, як грецька трагедія продовжувала діяти впродовж усього римського періоду, рік 240 до н.е. знаменує собою початок регулярної Римської драми. Через п’ять років Гней Невій також почав писати трагедії (хоча його більше цінували за комедії). Жодної повної ранньої римської трагедії не збереглося, хоча її високо оцінили сучасники; історики знають ще трьох ранніх трагічних драматургів — Квінта Еннія, Марка Пакувія та Луція Аксія.
З часів імперії збереглися  трагедії двох драматургів: один - невідомий автор, а другий - філософ-стоїцист Сенека.  Дійшло дев'ять трагедій Сенеки, всі вони - fabula crepidata (трагедії, адаптовані з грецьких оригіналів); наприклад, його "Федра" базувався на Іполіті Евріпіда. Історики не знають, хто написав єдиний існуючий приклад фабули praetexta (трагедії, засновані на римських сюжетах), Октавія, але в колишні часи її помилково відносили до Сенеки через його появу, як автора  трагедій.
Трагедії Сенеки переробляють ті всі три афінські трагічні драматурги, творчість яких збереглася. Ймовірно, призначені для декларування на елітних зібраннях, вони відрізняються від грецьких версій своїми довгими декламаційними,  розповідями про дії, своїм нав'язливим моралізаторством та своєю риторикою. Вони зупиняються на детальних розповідях про жахливі вчинки та містять довгі рефлексивні розмови. Хоча в цих п’єсах боги рідко з'являються, привидів і відьом багато. Сенекарські трагедії досліджують ідеї помсти, надприродного, самогубства, крові. Ренесансний учений Юлій Цезар Скалігер (1484–1558), який знав і латинську і грецьку мови, віддав перевагу Сенеку перед Евріпідом.

## Неокласика
Більшу частину XVII століття П'єр Корнель, який зробив свій слід у світі трагедії такими п'єсами, як "Медея" (1635) та Ле Сід (1636), був найуспішнішим письменником французьких трагедій. Трагедії Корнеля були дивно нетрагічними (його першу версію Ле Сіда навіть зарахували як трагікомедію), оскільки вони мали щасливі закінчення. У своїх теоретичних працях про театр Корнель переосмислив і комедію, і трагедію навколо таких припущень:
- На сцені - і в комедії, і в трагедії - повинні бути представлені благородні персонажі (це виключить персонажів багатьох комедій, характерних для фарсу, з комедій Корнеля). Шляхетних персонажів не слід зображувати як мерзенних (грізні дії, як правило, пов’язані з не шляхетними персонажами в п’єсах Корнеля).
- Трагедія стосується справ держави (війни, династичні шлюби); комедія стосується кохання. Щоб твір був трагічним, він не повинен мати трагічного закінчення.
- Хоча Арістотель каже, що катарсис (очищення емоцій) повинен бути метою трагедії, це лише ідеал. Відповідно до моральних кодексів цього періоду, п'єси не повинні показувати, що зло винагороджується або шляхетність принижується.

Корнель продовжував писати п'єси до 1674 року (переважно трагедії, але також і те, що він називав "героїчними комедіями") і багато хто продовжував досягти успіху, хоча "нерегулярність" його театральних методів дедалі більше піддавалася критиці.

## Сучасний розвиток
У модерністській літературі визначення трагедії стало менш точним. Найфундаментальнішою зміною стало відхилення думки Арістотеля, що справжня трагедія може зобразити лише тих, хто має владу та високий статус. У нарисі Артура Міллера "Трагедія і звичайна людина" (1949) стверджується, що трагедія може також зображувати звичайних людей у побутовому оточенні, визначаючи таким чином вітчизняні трагедії.  Британський драматург Говард Баркер наполегливо доводив до відродження трагедії в сучасному театрі, особливо в його томі «Аргументи для театру».
Такі критики, як Джордж Стейнер, навіть були готові стверджувати, що трагедія може більше не існувати порівняно з її колишніми проявами в класичній античності. У «Смерті трагедії» (1961 р.) Джордж Стайнер окреслив характеристики грецької трагедії та традиції, що склалися з того періоду. У передмові (1980) до нового видання своєї книги Стейнер зробив висновок, що «драми Шекспіра - це не ренесанс або гуманістичний варіант абсолютної трагічної моделі. Вони, скоріше, є відмовою від цієї моделі з огляду на трагікомічні та "реалістичні" критерії ". Частково ця особливість думки Шекспіра пояснюється його душевним розумом чи уявою, яке було" таким охоплюючим, таким сприйнятливим до різноманітного досвіду. "У порівнянні з драмою грецької античності та французького класицизму форми Шекспіра є" багатшими, але гібридними ".

## Теорії
Визначити трагедію - справа не проста і існує багато визначень, деякі з яких несумісні між собою. Оскар Мандель у «Визначенні трагедії» (1961 р.) Протиставив два принципово різні засоби досягнення визначення. По-перше, це те, що він називає похідним способом, в якому трагедія вважається виразом впорядкування світу; "замість того, щоб запитувати, що виражає трагедія, похідне визначення має тенденцію запитувати те, що виражається через трагедію". Другий - предметний спосіб визначення трагедії, який починається з твору мистецтва, який, як передбачається, містить упорядкованість світу. Субстанціональні критики "цікавляться складовими елементами мистецтва, а не його онтологічними джерелами".
Він розпізнає чотири підкласи:
- a."визначення за формальними елементами" (наприклад, передбачувані "три об'єднання");
- б. "визначення за ситуацією" (де трагедія визначається, наприклад, як "прояв падіння доброї людини");
- c. "визначення за етичним напрямом" (де критик переймається значенням, "інтелектуальним та моральним ефектом);
- д." визначення емоційним ефектом "(і він цитує "вимогу жалості та страху Аристотеля ")

### Арістотель
Арістотель писав у своєму творі «Поетика», що трагедія характеризується серйозністю і передбачає велику людину, яка переживає зворотну долю (Peripeteia). Визначення Арістотеля може включати зміну долі  від поганої до доброї,  але він говорить, що перехід від доброго до поганого,  є кращим, оскільки це викликає жалість і страх у глядачів. Трагедія спричиняє катарсис (емоційне очищення) або зцілення для аудиторії через їх переживання цих емоцій у відповідь на страждання персонажів драми.
За словами Арістотеля, "структура найкращої трагедії повинна бути не простою, а складною,  і такою, яка представляє інциденти, що викликають страх і жаль - бо це властиво цьому виду мистецтва". Трагічна героїчна гамартія, яку часто перекладають як ваду характеру, або як помилку (оскільки оригінальна грецька етимологія простежується до hamartanein, спортивного терміна, який позначає, що лучник не потрапляє в  свою ціль). На думку Арістотеля, «нещастя спричинене не [загальним] пороком чи розпустою, а якоюсь [особливою] помилкою чи недоліком».  Поворот є неминучим, але непередбачуваним результатом певних дій, здійснених героєм. Також є помилковим уявленням, що це перетворення може бути спричинене вищою силою (наприклад, законом, богами, долею чи суспільством), але якщо падіння персонажа спричинено зовнішньою причиною, Арістотель описує це як нещасний випадок а не трагедію.
Крім того, трагічний герой може досягти якихось одкровення чи визнання (anagnorisis - «пізнаючи знову» або «пізнаючи назад» або «знаючи всюди») про долю людини, долю та волю богів. Арістотель називає цей вид визнання "зміною від незнання до усвідомлення зв'язку любові чи ненависті".
Поширене використання трагедії стосується будь-якої історії з сумним закінченням, тоді як арістотелівська історія повинна відповідати набору вимог, викладених Поетикою. За цим визначенням соціальна драма не може бути трагічною, тому що герой у ній є жертвою обставин та інцидентів, які залежать від суспільства, в якому він живе, а не від внутрішніх примусів - психологічних чи релігійних - які визначають його прогрес до самопізнання та смерті.Однак те, що є "трагедією", є питанням, що часто обговорюється.
За словами Арістотеля, існує чотири види трагедії:
1. Комплекс, який передбачає періпетію та відкриття.
2. Страждання, трагедії такого характеру можна побачити в грецьких міфологічних оповіданнях про Аякса і Іксіона.
3. Характер, трагедія морального чи етичного характеру. Трагедії подібного характеру можна знайти у Феотіди і Пелеї.
4. Видовище - тематика, що нагадує жахи. Прикладами такого характеру є Граї та Прометей.

## Культ Діоніса
Виникнення трагедії пов'язано передовсім із культом Діоніса. В літературних пам'ятках простежується теорія походження культу. Геродот для пояснення схожості культів Діоніса в Греції та в Єгипті припускає, що греки запозичили цей культ у єгиптян. В дійсності культ Діоніса в Греції мав фракійське походження. Також слід виділити те, що Діоніс відігравав значну роль в «орфізмі» (VI століття до н. е.) — особливому русі, що отримав свою назву від міфологічного поета Орфея. Згідно з орфічною теологією, Діоніса, коли той ще був немовлям, розірвали на частини і поглинули два лютих титана, але Афіна врятувала його серце і Діоніс знову відродився завдяки Зевсу (за деякими версіями як син Семел). Орфіки поклонялися йому як Загрею — орфічному Діонісу Підземному.

## Трагедія в українській літературі
В українській літературі зародження трагедії припадає на 18 століття. Першим твором цього жанру вважають «Трагедію о смерті посліднього царя сербського Уроша V і о паденії Сербського царства» М. Козачинського. 19 століття дало кілька зразків трагедій («Переяславська ніч», «Кремуцій Кодр» М. Костомарова, «Сава Чалий» Івана Карпенка-Карого, «Оборона Буші» Михайла Старицького).
Література 20 століття помітно розширила обрії української трагедії. 1918 р. з'являється твір Василя Пачовського «Роман Великий», події якого розгортаються у 13 століття Родинна трагедія князя Ярослава Осмомисла стала предметом зображення у творі Михайла Грушевського «Ярослав Осмомисл» (1917).
Драматизму революції та громадянської війни присвячено трагедію В. Винниченка «Між двох сил» (1919). Особа і революція, герой і народні маси — ця проблема порушується в трагедії Я. Мамонтова «Коли народ визволяється» (1922). Народною трагедією глибокого соціального змісту став твір Миколи Куліша «97» (1924). Пізніше з'являються п'єси Юрія Яновського «Дума про Британку», О. Левади «Фауст і смерть», Я. Баша «Професор Буйко».